# 997

## Události
- bylo založeno město Gdaňsk
- založeno město Trondheim
- Štěpán I. se stal uherským knížetem
- muslimové zpustošili Santiago de Compostela

## Narození
- Alan III. Bretaňský – bretaňský vévoda († 1040)
- Gytha Thorkelsdóttir – dánská šlechtična (přibližné datum)

## Úmrtí
- 23. duben – svatý Vojtěch, pražský biskup a katolický světec
- 8. května – Tchaj-cung, čínský císař (* 939)
- 20. srpna – Konrád I. Švábský, švábský vévoda
- Gejza (nebo Géza) – uherský velkokníže z rodu Arpádovců
- Konstantin III. – král Alby (Skotska)
- Roman I. – vládce (car) Bulharské říše
- Štěpán Držislav – chorvatský král
- Teresa Ansúrez – leónská královna a regentka

## Hlavy států
- České knížectví – Boleslav II.
- Papež – Řehoř V. – Jan XVI. Filaghatus (vzdoropapež)
- Svatá říše římská – Ota III.
- Anglické království – Ethelred II.
- Skotské království – Konstantin III. – Kenneth III.
- Polské knížectví – Boleslav I. Chrabrý
- Francouzské království – Robert II.
- Uherské království – Gejza – Štěpán I. svatý
- První bulharská říše – Roman I. Bulharský – Samuel I.
- Byzanc – Basileios II. Bulharobijce